# Tudor Parfitt
Tudor Parfitt (né le 10 octobre 1944) est un explorateur britannique, historien et écrivain. Il est spécialisé dans l'étude de la communauté juive à travers le monde, en particulier en Afrique, Amérique et Asie. Il a mis au jour des communautés ignorant leur judaïcité d'origine.
Parfitt est professeur émérite à la School of Oriental and African Studies où il a fondé le centre d'étude juive. Il est également professeur distingué à l'Université internationale de Floride, directeur du programme d'étude juive, membre du Hutchins Center du Harvard College et associé senior du centre d'étude juive d'Oxford. Il est fellow à la Royal Historical Society.
Il a publié une soixante-dizaine d'articles et écrit, traduit ou édité 24 livres.

## Voyages
Parfitt va en Afrique du Sud, où il découvre une communauté d'origine juive : les Lemba.
Il a tourné plusieurs documentaires, dont un dans les grottes de Jérusalem et de Zedekiah. Il a effectué des voyages en Jordanie, au Yémen, au Zimbabwe, en Égypte, en Éthiopie, Papouasie-Nouvelle-Guinée...
Ses explorations et écrits auraient servi de source d'inspiration pour Les Aventuriers de l'arche perdue.